# Ermita de Sant Cristòfol (Xodos)
L'ermita de Sant Cristòfol de Xodos, a la comarca de l'Alcalatén és un lloc de culte catòlic que se situa en el cim del pujol homònim, situada al nord-oest de Xodos i presenta una catalogació genèrica com Bé de Rellevància Local, amb codi: 12.04.055-002, segons la Disposició Addicional Cinquena de la Llei 5/2007, de 9 de febrer, de la Generalitat, de modificació de la Llei 4/1998, d'11 de juny, del Patrimoni Cultural Valencià (DOCV Núm. 5.449 / 13/02/2007).
Es tracta d'una construcció de planta quadrangular, de petites dimensions (cinc metres de llarg per quatre d'ample), de fàbrica de maçoneria i pedra, amb sostre a dues aigües i acabat en teules, del qual sobresurt l'espadanya d'una sola campana. L'edifici està blanquejat excepte les dovelles que emmarquen les obertures (la porta i una petita finestra en la part superior de la façana lateral en la qual aquesta es troba), que apareixen pintades en vermell.
S'accedeix al lloc de culte per una porta situada en un dels laterals, i l'accés es realitza a través d'una senzilla porta de fusta en arc de mig punt.
Interiorment és contínua amb la senzillesa i austeritat de l'exterior, podent-se destacar la presència d'un retaule amb la imatge del titular (un dels patrons del poble) datats en 1938 i el seu cost va ser sufragat per mossén Joan Tomás i Porcar, que era natural de Xodos.
La festa de Sant Cristóbal se celebra a partir del 14 d'agost, però no sempre ha estat així, ja que antigament se celebrava el dilluns següent al segon diumenge de setembre; i durant els festejos es realitzava un romiatge a l'ermita en la qual es portava un gegantesc estendard, de gairebé 5 metres d'altura.